# Dysidea oculata
Dysidea oculata är en svampdjursart som först beskrevs av Burton 1929.  Dysidea oculata ingår i släktet Dysidea och familjen Dysideidae. Inga underarter finns listade i Catalogue of Life.